# Ryszard Frąckiewicz
Ryszard Frąckiewicz – polski koszykarz, multimedalista mistrzostw Polski.

## Osiągnięcia

### Klubowe
- Mistrz Polski (1961[1], 1963)
- Brązowy medalista mistrzostw Polski (1962)
- Uczestnik rozgrywek Pucharu Europy Mistrzów Krajowych (1960–1962 – TOP 8)[2][3]